# Ribes

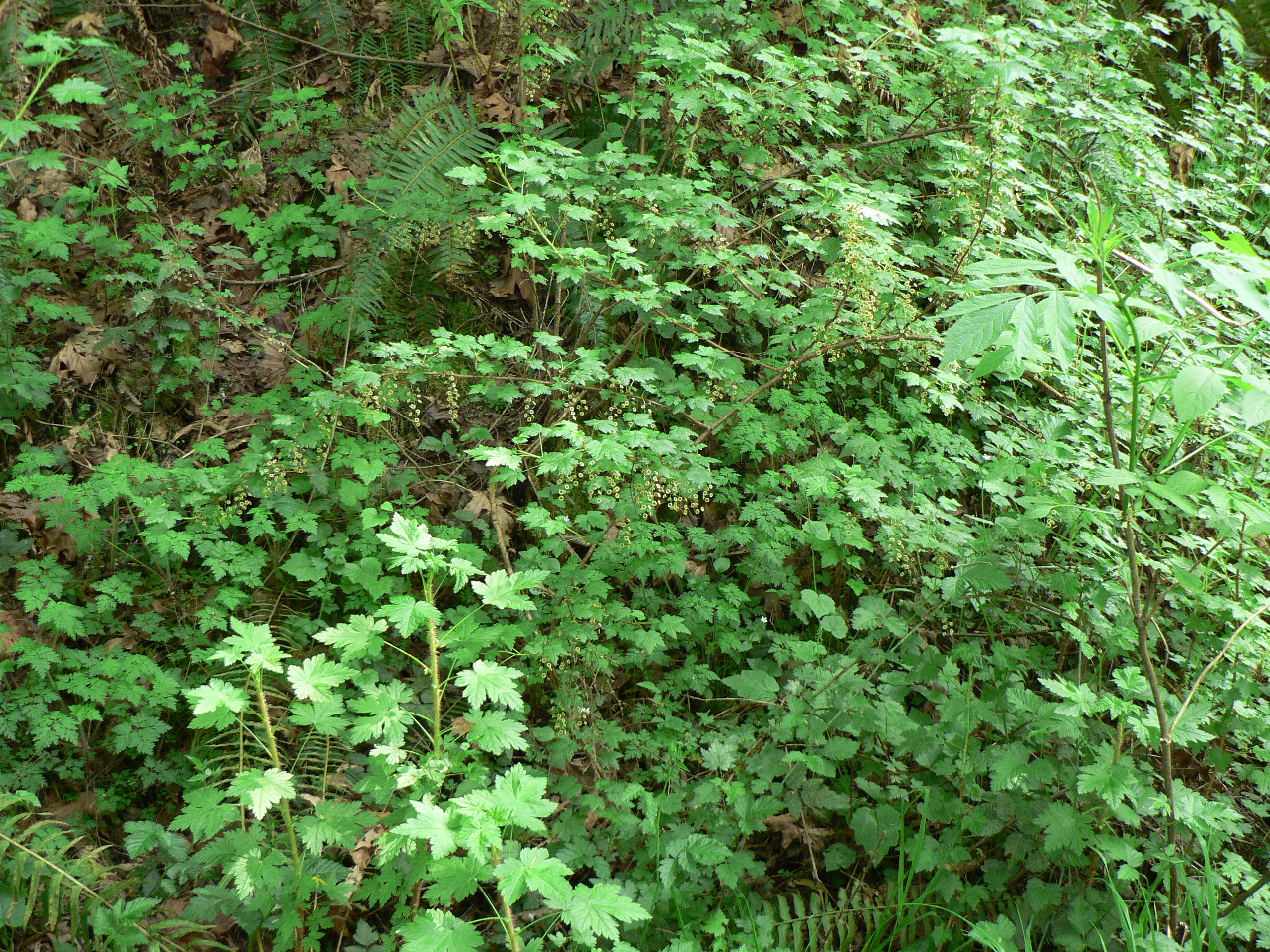
Ribes lacustre

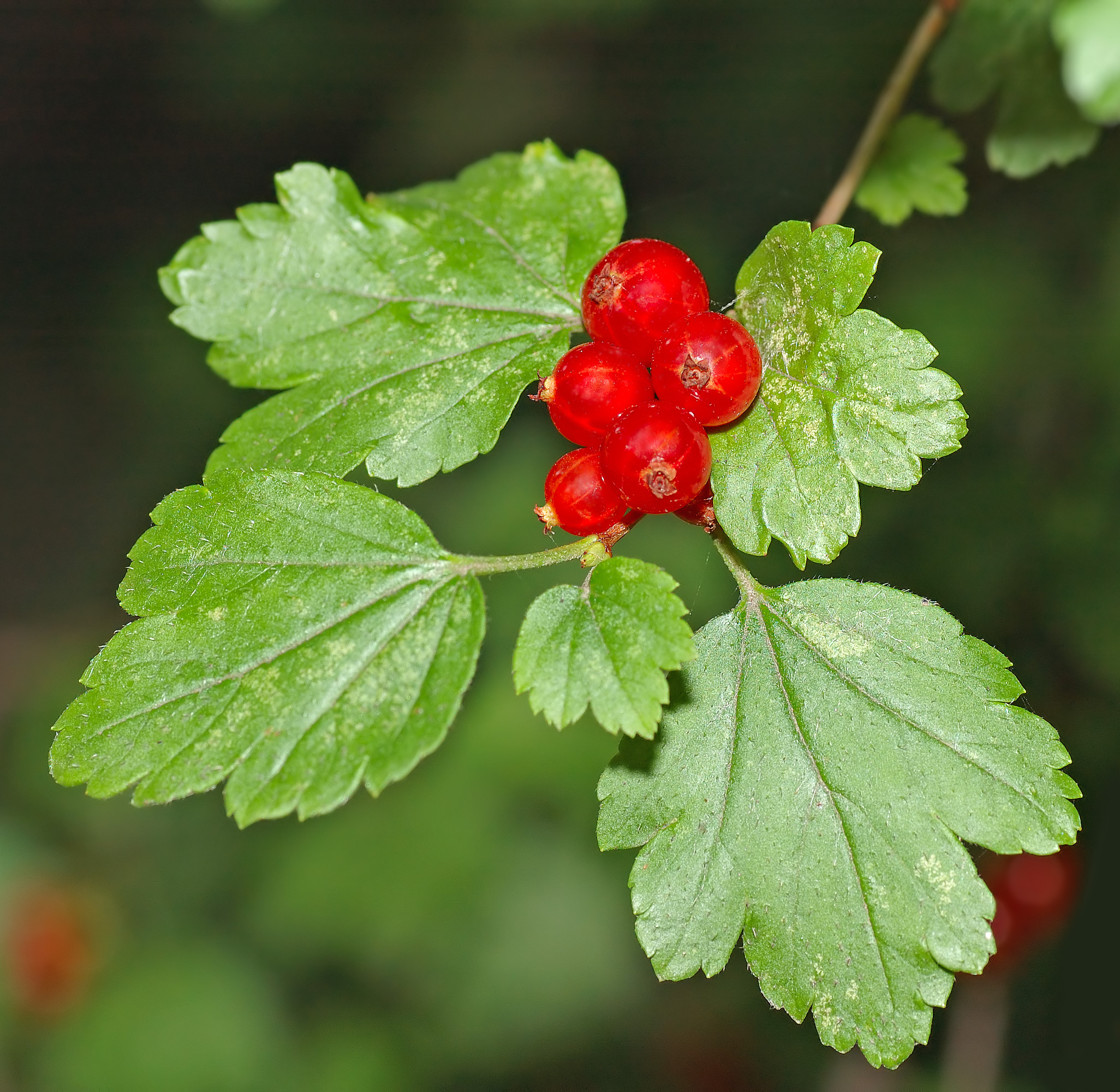
Ribes alpinum

Ribes é um género botânico da família Grossulariaceae, cujo fruto é popularmente conhecido como groselha.

## Espécies
O gênero possui cerca de 1 050 espécies. Algumas delas são:
- Ribes acerifolium T.J Howell
Maple Currant, Mapleleaf Currant
- Ribes achurjani Mulk.
- Ribes aciculare Sm.
Needle-spined Gooseberry
- Ribes acidum Turcz. ex Pojark.
- Ribes acuminatum Wall. ex G.Don
- Ribes affine Kunth
- Ribes albifolium Ruiz & Pav.
- Ribes albinervium Michx.
- Ribes alpestre Wall. ex Decne.
- Ribes alpestris (Decne) A.Berger
Hedge Gooseberry
- Ribes alpinum L.
Alpine Currant
- Ribes altamirani Jancz.
- Ribes altissimum Turcz. ex Pojark.
Tall Currant
- Ribes amarum McClatchie
Bitter Gooseberry
- Ribes ambiguum Maxim.
- Ribes americanum Mill.
American Blackcurrant, Wild Blackcurrant
- Ribes amictum Greene
- Ribes andicola Jancz.
- Ribes aridum Greene
- Ribes armenum Pojark.
- Ribes ascendens Eastw.
- Ribes atropurpureum C.A.Mey.
- Ribes aucheziense Jancz.
- Ribes aureum Pursh
Buffalo Currant, Clove Currant, Golden Currant
- Ribes austroecuadorense Freire-Fierro
- Ribes bethmontii Jancz.
- Ribes binominatum A.Heller
Ground Gooseberry
- Ribes bracteosum Douglas ex Hook.
Californian Blackcurrant, Stink Currant, Stinky Currant
- Ribes burejense F.Schmidt
- Ribes californicum Hook. & Arn.
Hillside Gooseberry, California Gooseberry, Monterey Gooseberry
- Ribes canthariforme Wiggins
Moreno Currant
- Ribes cereum Douglas
Squaw Currant, Wax Currant, White Field Currant, Whiskey Currant
- Ribes ciliatum Humb. & Bonpl.
- Ribes coloradense Cov.
Colorado Currant
- Ribes cruentum Greene
Shinyleaf Currant, Oregon Currant
- Ribes curvatum Small
Granite Gooseberry
- Ribes cynosbati L.
Prickly Gooseberry, Eastern Prickly Gooseberry, Dogberry, Dog Bramble
- Ribes diacanthum Pall.
Siberian Currant
- Ribes dikuscha Fisch. ex Turcz.
- Ribes distans Jancz.
Scarlet Currant
- Ribes divaricatum Douglas
Spreading Gooseberry, Wild Gooseberry, Coast Gooseberry, Coastal Black Gooseberry, Parish's Gooseberry
- Ribes echinellum (Cov.) Rehder
Miccosukee Gooseberry
- Ribes emodense Rehder
Smooth Rock Currant
- Ribes erythrocarpum Coville & Leiberg
Crater Lake Currant
- Ribes fasciculatum Siebold & Zucc.
Japanese Currant
- Ribes floridum L'Hér..
- Ribes fragrans Pall.
Fragrant-flowered Gooseberry, Sweet-flowered Gooseberry
- Ribes fuscescens (Jancz.) Jancz.
- Ribes futurum Jancz.
- Ribes gardonianum Lem.
- Ribes gayanum (Spach) Steud.
Leather-leaved Gooseberry
- Ribes giraldii Jancz.
- Ribes glabricalycinum L.T.Lu
- Ribes glabrifolium L.T.Lu
- Ribes glaciale Wallich
Glacier Currant
- Ribes glanduliferum A.Heller
- Ribes glandulosum Grauer ex Weber
White currant, Skunk Currant, Fetid Currant
- Ribes glaucescens Eastw.
- Ribes glutinosum Benth.
- Ribes gongshanense T.C.Ku
- Ribes goodingii M.E.Peck
- Ribes gracile Michx.
- Ribes grande Rose
- Ribes grantii A.Heller
- Ribes graveolens Bunge.
- Ribes greeneianum A.Heller
- Ribes griffithii Hook.f. & Thomson
- Ribes grossularia L.
[ Synon. of R.uva-crispa ]
- Ribes grossularioides Maxim.
Japanese Gooseberry, Catberry
- Ribes guangxiense C.Z.Gao
- Ribes hallii Jancz.
- Ribes haoi C.Y.Yang & Han
- Ribes hartwegianum Jancz.
- Ribes hendersonii C.L.Hitchc.
- Ribes henryi Franch.
- Ribes hesperium McClatchie
- Ribes heterotrichum C.A.Mey.
- Ribes himalense Royle ex Decne.
- Ribes hirtellum Michx.
North American Gooseberry, Hairystem Gooseberry, Currant Gooseberry
- Ribes hirticaule J.F.Macbr.
- Ribes hirtum Willd. ex Roem. & Schult.
- Ribes hispidulum (Jancz.) Pojark.
- Ribes hittellianum Eastw.
- Ribes holocericeum Otto & A.Dietr.
- Ribes horridum Rupr.
Thorny Currant
- Ribes houghtonianum Jancz.
- Ribes howellii Greene
- Ribes hudsonianum Richards
Northern Blackcurrant, Hudson Bay Currant, Western Blackcurrant
- Ribes humile Jancz.
- Ribes hunanense Chang Y.Yang & C.J.Qi
- Ribes huronense Rydb.
- Ribes hysterix Eastw.
- Ribes incarnatum Wedd.
- Ribes incertum J.F.Macbr.
- Ribes indecorum Eastw.
White-flowered Currant
- Ribes inebrians Lindl.
- Ribes inerme Rydb.
Whitestem Gooseberry, Klamath Gooseberry
- Ribes integrifolium Phil.
- Ribes intermedium Tausch
- Ribes irriguum Douglas
- Ribes janczewskii Pojark.
- Ribes japonicum Maxim.
Japanese Blackcurrant, Thornless Blackcurrant
- Ribes jessoniae Stapf.
- Ribes jorullense Kunth
- Ribes kansuense K.S.Hao
- Ribes kialanum Jancz.
- Ribes koehneanum Jancz.
- Ribes kolymense (Trautv.) Kom.
- Ribes komarovii Pojark.
- Ribes kunthii Berland.
- Ribes laciniatum Hook.f. & Thomson
- Ribes lacustre (Pers.) Poir.
Black Gooseberry, Prickly Currant, Black Swamp Gooseberry
- Ribes lasianthum Greene
Alpine Gooseberry
- Ribes latifolium Jancz.
Broadleaf Currant
- Ribes laurifolium Jancz.
Evergreen Currant
- Ribes laxiflorum Pursh
Trailing Blackcurrant
- Ribes lehmannii Jancz.
- Ribes leiobotrys Koehne
- Ribes lentum (M.E.Jones) Coville & Rose
- Ribes leptanthum A.Gray
Trumpet Gooseberry
- Ribes leptosma (Coville) Fedde
- Ribes leptosmum (Coville) Standl.
- Ribes leucoderme A.Heller
- Ribes lindeni Jancz.
- Ribes liouanum Kitag.
- Ribes lioui C.Wang & Chang Y.Yang
- Ribes lobbii A.Gray
Gummy Gooseberry
- Ribes longeracemosum Franch.
Tibet Thornless Blackcurrant
- Ribes longiflorum Nutt.
- Ribes lucarense Phil.
- Ribes luridum Hook. & Thoms.
Purple Currant
- Ribes luteynii Weigend
- Ribes macrobotrys Ruiz & Pav.
- Ribes macrocalyx Hance
- Ribes macrostachyum Jancz.
- Ribes magellanicum Poir.
- Ribes malvaceum Sm.
Chaparral Currant
- Ribes malvifolium Pojark.
- Ribes mandschuricum (Maxim.) Komarov
Manchurian Redcurrant
- Ribes mariposanum Congdon
- Ribes marshallii Greene
Hupa Gooseberry
- Ribes maximowiczianum Kom.
- Ribes maximowiczii Batal.
- Ribes melananthum Boiss. & Hohen.
- Ribes melancholicum Siev. ex Pall.
- Ribes menziesii Pursh
Canyon Gooseberry, Menzies' Gooseberry
- Ribes mescalerium Coville
Mescalero Currant
- Ribes mexicanum Spreng.
- Ribes meyeri Maxim.
Meyer's Currant
- Ribes micranthum Phil.
- Ribes microphyllum Kunth
- Ribes migratorium Suksd.
- Ribes missouriense Nutt.
Missouri Gooseberry
- Ribes mogollonicum Greene
- Ribes molle (A.Gray) Howell
- Ribes montanum Howell
- Ribes monticola K.Koch
- Ribes montigenum McClat.
Gooseberry Currant
- Ribes moupinense Franch.
- Ribes multiflorum Kit.
Manyflower Currant
- Ribes nanophyllum Freire-Fierro & L.Endara
- Ribes neglectum Rose
- Ribes nelsonii Coville & Rose
- Ribes nemorosum Phil.
- Ribes nevadense Kellogg
Sierra Currant, Jaeger's Currant, Nevada Currant
- Ribes nigrum L.
Cassis, Blackcurrant, European Blackcurrant
- Ribes nitidissima Neger.
- Ribes niveum Lindl.
Snow Gooseberry, Slender-branched Gooseberry
- Ribes non-scriptum (A.Berger) Standl.
- Ribes occidentale Hook. & Arn.
- Ribes odoratissimum M.McMahon ex True
- Ribes odoratum H.L.Wendl.
[ Synon. of R.aureum ]
- Ribes oligacanthum Eastw.
- Ribes orientale Desf.
Siberian Currant
- Ribes orizabae Rose
- Ribes ovalifolium Jancz.
- Ribes ovallei Phil.
- Ribes oxyacanthoides L.
American Mountain Gooseberry, Canadian Gooseberry, Stream Gooseberry, Henderson's Gooseberry, Idaho Gooseberry
- Ribes pachyadenium Hand.-Mazz.
- Ribes pachysandroides Oliv.
- Ribes palczewskii (Jancz.) Pojark.
Palczjewski's Ribes
- Ribes pallidiflorum Pojark.
- Ribes palmeri Vasey & Rose
- Ribes panctatum Ruiz & Pav.
- Ribes parishii A.Heller
- Ribes parviflorum Wedd.
- Ribes parvifolium Phil.
- Ribes parvulum (A.Gray) Rydb.
- Ribes pauciflorum Turcz. ex Pojark.
Few-flowered Ribes
- Ribes pensylvanicum Lam.
- Ribes pentlandii Britton
- Ribes peruvianum Jancz.
- Ribes petiolare Fisch.
- Ribes petraeum Wulf.
Rock Currant, Rock Redcurrant, Bieberstein's Rock Currant
- Ribes pinetorum Greene
Orange Currant
- Ribes polyanthum Phil.
- Ribes polystachyum A.Berger
- Ribes praecox J.F.Macbr.
- Ribes pringlei Rose
- Ribes procumbens Pall.
Trailing Redcurrant
- Ribes propinquum Turcz.
- Ribes pseudofasciculatum K.S.Hao
- Ribes pulchellum Turcz.
- Ribes purpurascens A.Heller
- Ribes purpusii Koehne ex Blank.
- Ribes quercetorum Greene
Rock Gooseberry
- Ribes reclinatum L.
- Ribes recurvatum Michx.
- Ribes reniforme Nutt.
- Ribes repens A.I.Baranov
- Ribes roezlii Reg.
Sierra Gooseberry, Roezl's Gooseberry
- Ribes rosthornii Diels
- Ribes rotundifolium Michx.
Appalachian Gooseberry, Round-leaved Gooseberry
- Ribes rubrisepalum L.T.Lu
- Ribes rubrum L.
Redcurrant
- Ribes rugosum Coville & Rose
- Ribes ruizii Rehder.
- Ribes sachalinense (F.Schmidt) Nakai
- Ribes sanguineum Pursh
Flowering Currant, Redflower Currant, Blood Currant, Sticky Blood Currant, Blackseed Blood Currant, Winter Currant
- Ribes sardoum Martelli
Sardinian Currant
- Ribes sativum Syme
[ Synon. of R.silvestre ]
- Ribes saxatile Pall.
- Ribes saximontanum E.E.Nelson
- Ribes saxosum Hook.
- Ribes scandicum Hedl.
- Ribes scuphamii Eastw.
- Ribes senile (Coville) Standl.
- Ribes sericeum Eastw.
Lucia Gooseberry
- Ribes setchuense Jancz.
- Ribes setosum Lindl.
Missouri Currant
- Ribes silvestre (Lam.) Mert. & Koch
Woodland Currant
- Ribes sinanense F.Maek.
Chinese Gooseberry
- Ribes soulieanum Jancz.
- Ribes spathianum Koehne
- Ribes speciosum Pursh
Fuchsia-flowered Gooseberry
- Ribes spicatum Robson
Nordic Redcurrant, Nordic Currant, Downy Currant
- Ribes stanfordii Elmer
- Ribes steinbachiorum Weigend & Binder
- Ribes stenocarpum Maxim.
Narrow-fruited Currant
- Ribes subvestitum Hook. & Arn.
- Ribes sucheziense Jancz.
- Ribes suksdorfii A.Heller
- Ribes takare D.Don
- Ribes tenue Jancz.
- Ribes tenuiflorum Lindl.
- Ribes texense (Coville & A.Berger) Standl.
- Ribes thacherianum (Jeps.) Munz
- Ribes tianquanense S.H.Yu & J.M.Xu
- Ribes tolimense Cuatrec.
- Ribes tortuosum Benth.
- Ribes tricuspe Nakai
- Ribes trifidum Michx.
- Ribes trilobum Meyen.
- Ribes tripartitum Batalin
- Ribes triste Pall.
Northern Redcurrant or Swamp Redcurrant, Wild Redcurrant
- Ribes tularense (Coville) Fedde.
Tulare Gooseberry
- Ribes turbinatum Pojark.
- Ribes uniflorum T.C.Ku
- Ribes urceolatum Tausch
- Ribes ussuriense Jancz.
Korean Blackcurrant
- Ribes utile Jancz.
- Ribes uva-crispa L.
Gooseberry, Wild Gooseberry, European Gooseberry, English Gooseberry
- Ribes valdivianum Phil.
- Ribes valicola Greene ex Rydb.
- Ribes van-fleetianum (A.Berger) Standl.
- Ribes velutinum Greene
Desert Gooseberry, Gooding's Gooseberry
- Ribes viburnifolium A.Gray
Island Gooseberry
- Ribes victoris Greene
Victor's Gooseberry
- Ribes vilmorinii Jancz.
- Ribes villosum Wall. ex Roxb.
- Ribes viscosissimum Pursh
Sticky Currant
- Ribes viscosum Ruiz & Pav.
- Ribes vitifolium Host
- Ribes vulgare Lam.
- Ribes warszewiczii Jancz.
Downy Currant
- Ribes watkinsii Eastw.
- Ribes watsonianum Koehne
Spring Gooseberry
- Ribes weberbaueri Jancz.
- Ribes weddellianum Jancz.
- Ribes wolfii Rothr.
Wolf's Currant
- Ribes xizangense L.T.Lu

- Lista completa

## Sinonímia do gênero
- Grossularia Mill.
- Botrycarpum A. Rich.
- Botryocarpium Spach
- Calobotrya Spach
- Cerophyllum Spach
- Chrysobotrya Spach
- Coreosma Spach
- Liebichia Opiz
- Rebis Spach
- Ribesium Medik.
- Rolsonia Rchb.

## Classificação do gênero
| Sistema | Classificação                      | Referência               |
| ------- | ---------------------------------- | ------------------------ |
| Linné   | Classe Pentandria, ordem Monogynia | Species plantarum (1753) |